# Oliver Bekker
Oliver Bain Van Ginkel Bekker (Pretoria, 11 december 1984) is een golfprofessional uit Zuid-Afrika. Hij was lid van de Stellenbosch Golf Club.

## Professional
Bekker werd in 2008 professional. 
In 2009 ging hij naar de Tourschool en eindigde in Stage 2 op de 18de plaats, waardoor hij zich kwalificeerde voor de Europese Challenge Tour van 2010. In 2010 speelde hij het Joburg Open, het Afrika Open en het Kenya Open en haalde bij allemaal de cut. Sindsdien speelt hij alleen op de Sunshine Tour. Hij heeft daar diverse top-10 plaatsen gehaald, inclusief twee overwinningen. 

### Gewonnen
Sunshine Tour
- 2011: Northern Cape Classic op de Kimberley Golf Club
- 2012: Dimension Data Pro-Am, Telkom PGA Kampioenschap (Pro-Am)
- 2013: Telkom PGA Pro-Am